# Орден Державного герба
Орден Державного герба (ест. Riigivapi teenetemärk) — вища державна нагорода Естонської Республіки.
Орден заснований в 1936 в ознаменування дня проголошення незалежності Естонії — 24 лютого 1918.
Орден Державного герба є відзнакою вищого ступеня за заслуги перед державою і має шість ступенів.

## Опис

### Ступені ордена Державного герба
1. Орден Державного герба має шість ступенів:
1. одна спеціальна ступінь — Ланцюг ордена Державного герба;
2. п'ять основних ступенів — 1-й, 2-й, 3-й, 4-й і 5-й ступінь.
2. Зображення Великого державного герба є частиною художнього оформлення всіх ступенів ордена Державного герба. Знак ордена — позолочений з обох сторін. На зворотному боці має рельєфну дата «24 II 1918». \ 

3. Тон синьої муарової стрічки ордена Державного герба, за міжнародною системою кольорів PANTONE, визначений, як 285C.

### Елементи художнього оформлення знака ордена та зірки

Великий державний герб Естонської Республіки

## Знаки ордена
| Орден Державного герба з ланцюгом          | 1-й ступінь ордена                         | 1-й ступінь ордена, для нагородження жінок |
| ------------------------------------------ | ------------------------------------------ | ------------------------------------------ |
|                                            |                                            |                                            |
| 2-й ступінь ордена                         | 2-й ступінь ордена, для нагородження жінок | 3-й ступінь ордена                         |
|                                            |                                            |                                            |
| 3-й ступінь ордена, для нагородження жінок | 4-й ступінь ордена                         | 5-й ступінь ордена                         |
|                                            |                                            |                                            |

## література
- Walter, Hannes. Eesti teenetemärgid. Estonian orders and decorations. — Tallinn: Miniplast Pluss, 1998. — 396 lk. — ISBN 9985900170. (ест.)(англ.)